# 美濃牛
『美濃牛』（みのぎゅう、MINOTAUR）は、殊能将之の推理小説。石動戯作シリーズの第1作で、第1回本格ミステリ大賞候補作。各章の冒頭に、古今東西の文学から牛や迷宮に関連した箇所が引用されており、章の内容もそれに合ったものになっている。タイトルの「美濃牛」とは、本作における本来の意味のほかに、作中で飛騨牛を育てている畜産業者の牛が品評会で飛騨牛と認められず、飛騨牛になり損ねた単なる美濃地方の和牛という皮肉が込められている。

## あらすじ
岐阜県の暮枝（くれえだ）という集落にある鍾乳洞・亀恩洞に、病を癒やす「奇跡の泉」があるらしい。泉の取材を押しつけられたフリーライターの天瀬が現地を訪れるが、泉は厳重に鉄線が張り巡らされ、入ることもできなかった。
村のリゾート開発計画を立案し、建設会社に一任されているという石動戯作が泉に入れるよう説得を続けているが、地主はなかなか承諾せず、何とか村人から話を聞くことで取材を進め、明日には帰れる段となり、天瀬は眠りに就いた。だが翌朝、泉の入口近くの大樹に、首を切断された死体がぶら下がっているのが発見される。
やがて第2の殺人が起こり、村人の間から「この地方に伝わるわらべ唄に見立てられている」との声が出始める。

## 登場人物
石動 戯作（いするぎ ぎさく）
有限会社ダム・オックス代表取締役、肩書きはディダクティヴ・ディレクター。30代半ば。大学時代はコール・ポーター研究会に入っていた。“春泥”（しゅんでい）という俳号で陣一郎の句会に参加している。
天瀬 啓介（あませ けいすけ）
フリーライター。「奇跡の泉」の取材のため、暮枝村へ赴く。
町田 亨（まちだ とおる）
カメラマン。髪を赤く染めている。ど田舎への泊まりの取材に行く前から嫌気が差している。
倉内 高子（くらうち たかこ）
「奇跡の泉」の体験者。末期の大腸癌と診断されたが、泉に浸ったら治ったという。
姫木 六男（ひめき むつお）
岐阜県警捜査一課警部。小柄で童顔なことが悩み。40代。
渡辺（わたなべ）
岐阜県警の刑事。でっぷりと太っている。
都築（つづき）
岐阜県警捜査一課警部。ひょろっとした長身。
古賀 良周（こが よしちか）
石動の大学の先輩。アセンズ建設社員。リゾート開発課に配属されているが、石動は「地上げ部地上げ課の地上げ係長」と紹介する。身長2m近い大男で、プロレスラーのような体つき、凶悪そうな顔つきで、容貌と体躯を買われて地上げ係長になったと言われても納得してしまう。“牛眠”（ぎゅうみん）という俳号を石動に付けられる。
鋤屋 和人（すきや かずと）
真一の着衣から発見された指紋の主。照合の結果、強盗の前科があることが判明した。陣一郎の庶子。

### 暮枝の人々
羅堂 陣一郎（らどう じんいちろう）
羅堂家の当主。74歳。7年前に倒れて以来、下半身不随になり、別宅“蘿洞庵”で隠居生活を送っている。俳句が趣味で、月に1度村の同好の士を集めて句会を開いており、石動も参加している。
羅堂 真一（らどう しんいち）
畜産業を営んでおり、飛騨牛を肥育に情熱を注いでいる。父親が倒れたのを機に、脱サラして田舎へ帰り、「羅堂牧舎」を開き、夢だった畜産業を始めた。品評会で金賞を取るのが目標。
羅堂 哲史（らどう さとし）
真一の息子。26歳。牛舎を手伝ってはいるが、動物が嫌いで、今も嫌々やっている。ずっと都会暮らしを続けていたかった。父親が狂ったように牛の肥育に夢中になっている割には、賞どころか肉質検査にすら通らない現実を嘲笑っている。
羅堂 窓音（らどう まどね）
真一の娘。高校2年生。普段は美濃市の全寮制高校に通い、休日に実家に帰ってくる。
羽柴 栄（はしば えい）
陣一郎の身の回りの世話をする女性。
出羽 雁太郎（でわ がんたろう）
平家蟹の甲羅に人面が浮き出たような人相。村人からは“村長”の藍下より頼りにされている。“鵲生”（じゃくせい）という俳号を持つ。
藍下 柚男（あいした ゆずお）
先祖が代々村長を務めてきたため“村長”と呼ばれる。“村長”と呼ばれると嬉しくなってしまい、頼み事をされると断れない。リゾート開発推進派。俳号は“雪茄”（せっか）。
羅堂 善次（らどう ぜんじ）
真一の弟。次男。名古屋市で不動産業を営んでいる。
羅堂 美雄（らどう よしお）
真一の弟。三男。名古屋市で開業医として働いている。
出羽 由香里（でわ ゆかり）
羅堂牧舎の作業員。出羽の娘。
猿辺 淳（さるべ あつし）
羅堂牧舎の作業員。
代田 朗（だいた あきら）
郷土史家。“芸閣斎”（うんかくさい）という俳号を持つ。
保龍 英利（ほりゅう ひでとし）
暮枝で自給自足のコンミューンを主宰している。
飛鳥 輝雄（あすか てるお）
保龍のコンミューンの滞在者。見た目は至って健康そう。村人の1人と文通をしているが、村を出て行く決意をしている。
灰田 虎彦（はいだ とらひこ）
保龍のコンミューンの滞在者。「灰田虎彦」は実在する別人であり、何らかの理由で身分を偽っている。ウエストポーチに何か大切なものを入れている。
火浦 龍次郎（ひうら りゅうじろう）
保龍のコンミューンの滞在者。癌を患っている。

## 引用
本文に準拠、文学作品だけでなく、図鑑から生物の生態、広辞苑から用語の説明が引用されているものもある。「全てを読んだわけではない」と作者は語っている。
- 北村透谷 「我牢獄」
- ハーバート・A・サイモン 「学者人生のモデル」
- マーク・トウェイン 「トム・ソーヤーの冒険」
- 小島信夫 「美濃」
- 「枕草子」
- 「迷樓記」
- 横溝正史 「八つ墓村」
- 三遊亭小圓朝演 「牛ほめ」
- ラテン語のことわざ 「牛が語る」[3]
- フーリック 「中国迷路殺人事件」
- トマス・ド・クインシー 「深き淵よりの嘆息」
- 吉幾三 〈俺ら東京さ行ぐだ〉
- 栄花物語
- タティオス 「レウキッペーとクレイトポーンの物語」
- ユイスマンス 「ルルドの群集」
- ダンテ 「神曲」地獄篇第五歌
- ヘロドトス「歴史」
- 島尾敏雄 「勾配のあるラビリンス」
- 中島敦 「牛人」
- アルテミドロス 「夢判断の書」
- ジョン・チャドウィック 「線文字Bの解読」
- 西鶴 「武道伝来記」
- 江戸川乱歩 「孤島の鬼」
- 平野萬里
- アイスキュロス 「アガメムノーン」
- 「毛抜」
- ダンテ 「神曲」地獄篇第十二歌
- 「テトスへの手紙」
- 国木田独歩 「牛肉と馬鈴薯」
- ペトロニウス 「サテュリコン」
- アンドレ・ジッド 「テセウス」
- 十返舎一九 「東海道中膝栗毛」
- 阿部正之、森文俊 「カラー図鑑・熱帯魚」
- フリードリヒ・デュレンマット 「迷宮としての世界」
- ハインリヒ・ハイネ 「ミュンヘンからジェノバへの旅」
- ルイス・フロイス 「日本史」
- 小林秀雄 「無常といふ事」
- モンテヴェルディ 〈アリアンナの嘆き〉
- 「古事記」
- リヒャルト・シュトラウス 〈ナクソス島のアリアドネ〉

- ニーチェ 「この人を見よ」
- ヤニス・リッツォス 「新しい踊り」
- ホメロス 「オデュッセイア」
- 村野四郎 「蒼白な紀行」
- 泉鏡花 「草迷宮」
- 小松左京 「牛の首」
- 島田荘司 「灰の迷宮」
- チャールズ・キングスレイ 「水の子」
- 筒井康隆 「姉弟」
- T・フラー 「金言集」
- アーサー・エヴァンズ卿の日記
- 「太平記」
- オウィディウス 「変身物語」
- 高橋新吉 「戯言集」
- マイクル・ムアコック 「最終プログラム」
- セネカ 「パエドラ」
- 西鶴 「好色一代男」
- ホルヘ・ルイス・ボルヘス 「アベンハカーン・エル・ボハリー、おのれの迷宮に死す」
- 作者不詳の和歌
- サミュエル・R・ディレイニー 「アインシュタイン交点」
- リヒテンベルク
- 西條八十 「親牛子牛」
- 迷宮入り 「広辞苑」
- P・K・ディック 「死の迷路」
- 北村太郎 「地の人」
- ベリオ 〈シンフォニア〉
- 高村光太郎 「牛」
- 夏目漱石 「坑夫」
- 吉井良三 「洞穴学ことはじめ」
- ジェラール・ド・ネルヴァル 「アレクサンドル・デュマに」
- スティーヴンソン 「牛」
- アルジス・バドリス 「無頼の月」
- アントニー・ギルバート 「屋根裏に埃はない」
- 「十牛図」
- ジョン・ペンドゥルベリー 「クレタの考古学」
- P・パーカー他 「ミノス王の宮廷」
- 有島武郎 「迷路」
- 鮎川信夫 「跳躍へのレッスン」